# Jan III van Culemborg
Jan III van Culemborg, ook wel Johan (ca.1380 - 1 april 1452) was heer van Culemborg, Werth, Beusichem, Maurik en door koop in 1417 heer van Acquoy.

## Levensloop
Hij was een zoon van Gerard I van Culemborg en Bertrada van Egmond, een dochter van Jan I van Egmont. In 1409 trouwde bij met Barbara van Gemen en kreeg toen van zijn broer Hubert de heerlijkheid Werth. Hij kocht in 1417 de heerlijkheid Acquoy en volgde in 1422 zijn broer Hubert op als heer van Culemborg.
Jan II steunt zijn broer Zweder van Culemborg in zijn strijd om de bisschopszetel van Utrecht. Deze strijd beleeft een hoogtepunt in 1428, wanneer soldaten van Rudolf van Diepholt onder leiding van Johan van Buren Culemborg binnendringen, deze groepering werd uiteindelijk verslagen en de stad uit verdrongen. In 1435 stond Jan II de hertog Arnold van Egmont bij in het Beleg van Buren. Ze wisten de stad te veroveren en de heer Willem van Buren te verdrijven.

## Huwelijk en kinderen
Jan huwde op 30 mei 1409 met Barbara van Gemen, een dochter van Hendrik III van Gemen. ze kregen de volgende kinderen:
- Zweder van Culemborg  (14??-1454)
- Bertha van Culemborg
- Jutte van Culemborg
- Aleid van Culemborg  (14??-1439)

In 1415 huwde Jan met Aleida van Götterswick. Ze kregen de volgende kinderen:
- Ottelina van Culemborg
- Hubert van Culemborg  (14??-1431)
- Gerard II van Culemborg  (1415-1480), opvolger
- Arendje (Arnolda) Agnes van Culemborg (1415-1481). Zij trouwde met Johan IV van Homoet, heer van Homoet en Wisch (1410-). Hij was een zoon van Hendrik II heer van Homoet (1385-1430) en Stevina vrouwe van Wisch (1390-1462).
- Everwijn van Culemborg  (1431-1501)
- Mechtild van Culemborg  (14??-1492)